# Dryopteris ryo-itoana
Dryopteris ryo-itoana là một loài thực vật có mạch trong họ Dryopteridaceae. Loài này được Sa. Kurata miêu tả khoa học đầu tiên năm 1967.